# 12th Man
12th Man er en indisk film fra 2022 af Jeethu Joseph.

## Medvirkende
- Mohanlal som Chandrashekhar
- Sshivada som Dr. Nayana
- Unni Mukundan som Zachariah
- Saiju Kurup som Mathew
- Rahul Madhav som Sam
- Chandunath G Nair som Jithesh
- Anu Mohan som Sidharth